# Charles Lamoureux (Musiker)

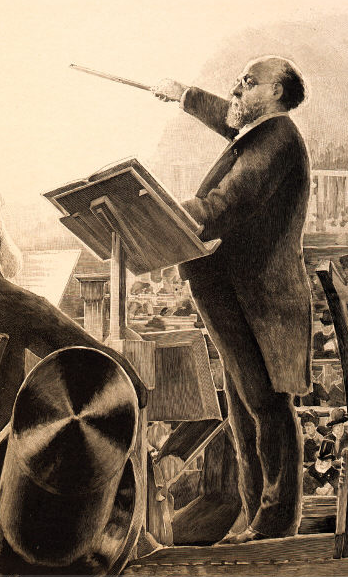
Charles Lamoureux

Charles Lamoureux (* 28. September 1834 in Bordeaux; † 21. Dezember 1899 in Paris) war ein französischer Dirigent und Violinist.

## Leben
Der Sohn eines Caféhausbesitzers ging nach Paris, wo er am Pariser Konservatorium bei Narcisse Girard Violine sowie Harmonielehre, Kontrapunkt und Komposition bei Auguste Tolbecque, Simon Leborne und Alexis Chauvet studierte und zwischen 1853 und 1855 zwei erste und einen zweiten Preis erhielt. Bereits in dieser Zeit wirkte er als Musiker im Orchester der Opéra de Paris mit; 1858 gründete er ein Streichquartett, dem auch Édouard Colonne angehörte, und 1860 gehörte er zu den Initiatoren der Séances Populaires de Musique de Chambre. Daneben trat er der Société des Concerts du Conservatoire bei. 1872 gründete er ein weiteres Streichquartett, dem auch der Cellist Auguste Tolbecque angehörte.
Auf Reisen durch England und Deutschland lernte er die großen Oratorien von Bach und Händel kennen. Um diese in Paris bekannt zu machen, gründete er 1873 die Société de l'Harmonie Sacrée, mit der er Händels Messias und Judas Maccabaeus, Bachs Johannespassion, aber auch Gallia von Charles Gounod und Ève von Jules Massenet aufführte.
1881 gründete Lamoureux die Société des Nouveaux-Concerts, die Sonntagnachmittagskonzerte gaben und bald als Concerts Lamoureux des Orchestre Lamoureux bekannt wurden und bis 1897 unter seiner Leitung standen. Noch heute (2016) gibt die Vereinigung, die unter der Leitung bedeutender Dirigenten steht, im Théâtre des Champs-Élysées oder in der Salle Gaveau Sonntagskonzerte. 
Lamoureux erwarb sich Verdienste um die Verbreitung der Werke Richard Wagners, unter anderem leitete er 1887 die Pariser Erstaufführung des Lohengrin, wozu ihn Wagner persönlich bei einem Besuch in Bayreuth autorisiert hatte. Sein Nachfolger wurde sein Schwiegersohn Camille Chevillard. 1899, kurz vor seinem Tode, dirigierte er noch die Aufführung von Tristan und Isolde in Paris. 
Lamoureux, der durch die Heirat mit Marie-Pauline Mussot über ein großes Vermögen verfügte, galt als egozentrisch und streitsüchtig. So waren seine Anstellungen an bedeutenden Opernhäusern stets nur von kurzer Dauer und endeten meist abrupt.